# 6-Stunden-Rennen von Shanghai 2013

Streckenlayout des Shanghai International Circuit

Das 6-Stunden-Rennen von Shanghai 2013, auch WEC 6 Hours of Shanghai 2013, fand am 9. November auf dem Shanghai International Circuit statt und war der siebte Wertungslauf der FIA-Langstrecken-Weltmeisterschaft dieses Jahres.

## Das Rennen
Nach dem Toyota-Gesamtsieg beim 6-Stunden-Rennen von Fuji, der unter Safety-Car-Bedingungen zustande kam, siegte in Shanghai wieder ein Audi R18 e-tron quattro, gefahren von André Lotterer, Marcel Fässler und Benoît Tréluyer. Die LMP2-Klasse gewannen erneut Roman Russinow, John Martin und Mike Conway auf einem Oreca 03. Die GTE-Klassen endeten mit dem Erfolg von Darren Turner und Stefan Mücke im Aston Martin Vantage GTE in der Pro- und Vicente Potolicchio, Rui Águas und Davide Rigon im Ferrari 458 Italia GT2 in der Amateurklasse.

## Ergebnisse

### Schlussklassement
| Pos.        | Klasse    | Nr. | Team                    | Fahrer                                             | Fahrzeug                  | Runden |
| ----------- | --------- | --- | ----------------------- | -------------------------------------------------- | ------------------------- | ------ |
| 1           | LMP1      | 1   | Audi Sport Team Joest   | André Lotterer Marcel Fässler Benoît Tréluyer      | Audi R18 e-tron quattro   | 190    |
| 2           | LMP1      | 7   | Toyota Racing           | Alexander Wurz Nicolas Lapierre                    | Toyota TS030 Hybrid       | 190    |
| 3           | LMP1      | 2   | Audi Sport Team Joest   | Loïc Duval Tom Kristensen Allan McNish             | Audi R18 e-tron quattro   | 189    |
| 4           | LMP1      | 12  | Rebellion Racing        | Andrea Belicchi Mathias Beche Nicolas Prost        | Lola B12/60               | 185    |
| 5           | LMP2      | 26  | G-Drive Racing          | Roman Russinow John Martin Mike Conway             | Oreca 03                  | 177    |
| 6           | LMP2      | 24  | OAK Racing              | Olivier Pla Alex Brundle David Heinemeier Hansson  | Morgan LMP2               | 177    |
| 7           | LMP2      | 35  | OAK Racing              | Bertrand Baguette Martin Plowman Ricardo González  | Morgan LMP2               | 177    |
| 8           | LMP2      | 25  | Delta-ADR               | Tor Graves Robbie Kerr Craig Dolby                 | Oreca 03                  | 176    |
| 9           | LMP2      | 41  | Greaves Motorsport      | Eric Lux Mark Shulzhitskiy Björn Wirdheim          | Zytek Z11SN               | 175    |
| 10          | LMP2      | 45  | OAK Racing              | Jacques Nicolet Keiko Ihara David Cheng            | Morgan LMP2               | 172    |
| 11          | LMP2      | 32  | Lotus                   | Thomas Holzer Dominik Kraihamer Jan Charouz        | Lotus T128                | 172    |
| 12          | LMGTE-Pro | 97  | Aston Martin Racing     | Darren Turner Stefan Mücke                         | Aston Martin Vantage GTE  | 169    |
| 13          | LMGTE-Pro | 99  | Aston Martin Racing     | Pedro Lamy Richie Stanaway Bruno Senna             | Aston Martin Vantage GTE  | 169    |
| 14          | LMGTE-Pro | 91  | Porsche AG Team Manthey | Jörg Bergmeister Patrick Pilet                     | Porsche 911 RSR           | 168    |
| 15          | LMGTE-Pro | 51  | AF Corse                | Gianmaria Bruni Giancarlo Fisichella               | Ferrari 458 Italia GT2    | 168    |
| 16          | LMGTE-Pro | 71  | AF Corse                | Kamui Kobayashi Toni Vilander                      | Ferrari 458 Italia GT2    | 167    |
| 17          | LMGTE-Pro | 92  | Porsche AG Team Manthey | Marc Lieb Richard Lietz                            | Porsche 911 RSR           | 167    |
| 18          | LMGTE-Am  | 81  | 8 Stars Motorsports     | Vicente Potolicchio Rui Águas Davide Rigon         | Ferrari 458 Italia GT2    | 166    |
| 19          | LMGTE-Am  | 76  | IMSA Performance Matmut | Raymond Narac Jean Karl Vernay Markus Palttala     | Porsche 997 GT3-RSR       | 165    |
| 20          | LMGTE-Am  | 96  | Aston Martin Racing     | Jamie Campbell-Walter Stuart Hall Jonny Adam       | Aston Martin Vantage GTE  | 165    |
| 21          | LMGTE-Am  | 88  | Proton Competition      | Christian Ried Gianluca Roda Paolo Ruberti         | Porsche 997 GT3-RSR       | 165    |
| 22          | LMGTE-Am  | 50  | Larbre Compétition      | Patrick Bornhauser Julien Canal Fernando Rees      | Chevrolet Corvette C6-ZR1 | 164    |
| 23          | LMGTE-Am  | 61  | AF Corse                | Jack Gerber Matt Griffin Marco Cioci               | Ferrari 458 Italia GT2    | 164    |
| Ausgefallen |           |     |                         |                                                    |                           |        |
| 24          | LMP1      | 8   | Toyota Racing           | Anthony Davidson Stéphane Sarrazin Sébastien Buemi | Toyota TS030 Hybrid       | 143    |
| 25          | LMGTE-Am  | 57  | Krohn Racing            | Tracy Krohn Niclas Jönsson Maurizio Mediani        | Ferrari 458 Italia GT2    | 139    |
| 26          | LMGTE-Am  | 95  | Aston Martin Racing     | Kristian Poulsen Christoffer Nygaard Nicki Thiim   | Aston Martin Vantage GTE  | 100    |
| 27          | LMP2      | 31  | Lotus                   | Kevin Weeda Vitantonio Liuzzi Christophe Bouchut   | Lotus 128                 | 93     |
| 28          | LMP2      | 49  | Pecom Racing            | Luís Pérez Companc Pierre Kaffer Nicolas Minassian | Oreca 03                  | 56     |

### Nur in der Meldeliste
Zu diesem Rennen sind keine weiteren Meldungen bekannt.

### Klassensieger
| Klasse    | Fahrer              | Fahrer         | Fahrer          | Fahrzeug                 | Platzierung im Gesamtklassement |
| --------- | ------------------- | -------------- | --------------- | ------------------------ | ------------------------------- |
| LMP1      | André Lotterer      | Marcel Fässler | Benoît Tréluyer | Audi R18 e-tron quattro  | Gesamtsieg                      |
| LMP2      | Roman Russinow      | John Martin    | Mike Conway     | Oreca 03                 | Rang 5                          |
| LMGTE-Pro | Darren Turner       | Stefan Mücke   |                 | Aston Martin Vantage GTE | Rang 12                         |
| LMGTE-Am  | Vicente Potolicchio | Rui Águas      | Davide Rigon    | Ferrari 458 Italia GT2   | Rang 18                         |

### Renndaten
- Gemeldet: 28
- Gestartet: 28
- Gewertet: 23
- Rennklassen: 4
- Zuschauer: 28.000
- Wetter am Rennwochenende: warm und trocken
- Streckenlänge: 5,451 km
- Fahrzeit des Siegerteams: 6:01:33,343 Stunden
- Runden des Siegerteams: 190
- Distanz des Siegerteams: 1035,690 km
- Siegerschnitt: 171,900 km/h
- Pole Position: Nicolas Lapierre – Toyota TS030 Hybrid (#7) – 1:47,538
- Schnellste Rennrunde: Benoît Tréluyer – Audi R18 e-tron quattro (#1) – 1:49,060 = 179,900 km/h
- Rennserie: 7. Lauf zur FIA-Langstrecken-Weltmeisterschaft 2013